# Valvaithankoshtam
Valvaithankoshtam là một thị xã panchayat của quận Kanniyakumari thuộc bang Tamil Nadu, Ấn Độ.

## Nhân khẩu
Theo điều tra dân số năm 2001 của Ấn Độ, Valvaithankoshtam có dân số 16.698 người. Phái nam chiếm 50% tổng số dân và phái nữ chiếm 50%. Valvaithankoshtam có tỷ lệ 79% biết đọc biết viết, cao hơn tỷ lệ trung bình toàn quốc là 59,5%: tỷ lệ cho phái nam là 81%, và tỷ lệ cho phái nữ là 78%. Tại Valvaithankoshtam, 11% dân số nhỏ hơn 6 tuổi.